# Château du Carla (Burlats)
Pour les articles homonymes, voir Château du Carla.
 (mai 2023).
- Si vous ne connaissez pas le sujet, laissez ce bandeau (vous pouvez alors contacter les auteurs).
- Si vous supprimez le contenu mis en cause (vous pouvez préalablement contacter les auteurs),

argumentez précisément cette suppression dans la page de discussion
(un manque de référence n'est pas un argument ; une recherche réelle de référence doit avoir été effectuée, être formellement documentée).
Le château du Carla est un château situé à Burlats, dans le Tarn, en région Occitanie (France). Bâti au XIXe siècle, c'est un édifice élégant, abritant aujourd'hui le siège social des Laboratoires Pierre Fabre. 

## Historique

### Origine
Des fouilles archéologiques sur le site du château ont révélé la présence de vestiges du XVIe siècle, ce qui laisse penser que l'édifice actuel soit construit sur les ruines d'une ancienne bâtisse primitive, possiblement un château. 
Le domaine est acquis au XVIIIe siècle par Jean-Pierre Roux, avocat, et procureur au sénéchal de Castres. Son fils, puis petit-fils exploite le domaine. Ce dernier, Jean Henri Alexandre Roux, est sûrement le commanditaire du château. Le 15 février 1835, Léonce Roux (botaniste et géologue,) nait au domaine, qui n'est pas encore un château.

### Le château
Ce dernier est construit dans la seconde moitié du XIXe siècle, puis vendu à la famille Fau, en 1874. Cette famille protestante de Castres s'est enrichie dans le domaine de la boulangerie, et avait créé un quatuor de violons, tant le goût pour la musique était chose forte dans la famille.
En 1972, la société pharmaceutique tarnaise Laboratoires Pierre Fabre rachète le château du Carla, afin d'y installer un centre de réception où accueillir pharmaciens, associés et autres clients. Avant son décès en 2013, Pierre Fabre y possédait son bureau, situé en contrebas du château près d'un lac artificiel, dans une ancienne ferme restaurée.

## Architecture
Le château du Carla se compose d'un gracieux corps de logis austère en trois travées, flanqué de deux ailes en deux travées présentant une légère avancée par rapport au corps. Il s'organise sur deux étages, encadrés par un étage de soubassement et un sous combles. La façade est rehaussée par un ensemble de bandeaux et corniches, rehaussés par une porte dorique surmonté d'un petit balcon à balustrade. A l'Ouest, le château est terminé par une élégante terrasse sur pilotis, tandis qu'à l'Est;, il se prolonge en plusieurs ailes, plus basses que le corps-de-logis, formant un T.
Le domaine de 60 hectares du château comprend des dépendances, mais aussi un parc et un jardin d'agrément, ces deux derniers étant inscrits au pré-inventaire des Jardins remarquables[réf. souhaitée]. L'essence majeure du parc est le pin parasol.